# Ilirjan Bezhani
Ilirjan Bezhani est né en 1949 à Tirana, en Albanie. dramaturge, acteur et metteur en scène au Théâtre national de Tirana, il a reçu de nombreux prix en Albanie, ainsi qu’au festival de Trieste. Il a participé à de nombreuses manifestations culturelles internationales, dont Balkanisation générale à Paris en 2002. Ses textes ont été présentés dans plus de quinze pays d’Europe, ainsi qu’à Paris et au Festival des Francophonies en Limousin.

## Œuvres traduites en français
- Les Arnaqueurs (1996), traduit de l’albanais et préfacé par Christiane Montécot, l'Espace d'un instant, Paris, 2003,  (ISBN 2-915037-01-9)

## Source
- Éditions l'Espace d'un instant